# Sennan
Sennan är en tätort i Halmstads kommun i Hallands län.
Orten ligger utmed Nissan, 15 km norr om Halmstad, mellan Åled och Oskarström i bygden Södra Nissadalen. 

## Historik
Sennan växte fram som ett stations- och industrisamhälle under senare delen av 1800-talet nära där Senneån mynnar ut i Nissan. Järnvägen kom till Sennan i början av 1870-talet, Järnvägslinjen Halmstad-Nässjö var i sin helhet klar 1882. Ett första stationshus byggdes 1885 och ett nyare och större på 1920-talet. Efter att stationen lades ner omvandlades stationshuset till bostad, detta brann dock ner i augusti 2016
På 1880-talet anlades Sennans första industri, ett sågverk och en snickerifabrik, nära den nybyggda järnvägen och Senneån, senare kallat Sennans Ångsåg och Hyvleri. I närheten fanns även en kort tid en trätoffelfabrik. Detta område såldes senare till den Jute- och Linneindustri, Scandinaviska Jutefabriken som år 1896 startats på den närbelägna orten Oskarström. Omkring år 1920 uppfördes på denna plats Oskarströms Linnefabriks Linberedningsanstalt. Lin rötades i bassänger. Vatten från Senneån användes. Linet torkades sedan och efterbehandlades innan det sändes vidare till linnefabriken i Oskarström, "Stora Jutan". Verksamheten övergick senare till att tillverka jutegarn, som användes av Sieverts kabelverk i Stockholm för kabelisolering. "Lilla Jutan" i Sennan lades ner 1967.   
Sennans kvarn var från början en skvaltkvarn belägen vid Sennedammen. I mitten av 1800-talet flyttades kvarnen ner ett par hundra meter till Möllevägen och en kanal grävdes dit från dammen i Senneån. År 1917 lät Johan E. Andersson bygga ett sågverk och en kraftstation i anslutning till kvarnen. Elektricitet producerades till hushåll i Sten, Vrenninge och Åled. Kvarnen och sågen stängdes i mitten av 1960-talet.
I närheten av kvarnen, i trädgården, fanns en källa, länge kallad Fälle källa. Vattnet därifrån har troligen lång tid tillbaka ansetts ge både hälsa och lycka. Vattnet analyserades 1927 och visade sig innehålla radium som ansågs hälsobringande. En läskedrycksfabrik startades 1927 i kvarnhuset. Upp till 1000 flaskor tappades dagligen innehållande vatten från "Sennans Hälsobrunn". Extrakter tillsattes och produkter såldes som Bordsvatten, Sockerdricka, Julmust, Pommac, Champis, Soda- och Vichyvatten mm. Tillverkningen upphörde 1950. Källan är nu torrlagd beroende på att Halmstads kommun har en stor vattentäkt i närheten.
Ett andelsmejeri startades i Sennan 1913. Mejeriet lades ner 1940-1941. Mellan åren 1936 och 1957 fanns en kartongfabrik på orten.
Den stora industrin på orten var länge ett tegelbruk som startade sin verksamhet 1892. Det fanns gott om lera i närheten och järnvägen var länge förutsättningen för transporter. Tegeltillverkningen lades ned 1982. Även ett mindre tegelbruk har funnits nära byn Sten. En Zanda takpannefabrik invigdes 1973 men är nu nerlagd.

### Befolkningsutveckling
| Befolkningsutvecklingen i Sennan 1960–2020 | Befolkningsutvecklingen i Sennan 1960–2020 | Befolkningsutvecklingen i Sennan 1960–2020 | Befolkningsutvecklingen i Sennan 1960–2020 | Befolkningsutvecklingen i Sennan 1960–2020 |
| ------------------------------------------ | ------------------------------------------ | ------------------------------------------ | ------------------------------------------ | ------------------------------------------ |
|                                            |                                            |                                            |                                            |                                            |
| År                                         |                                            |                                            | Folkmängd                                  | Areal (ha)                                 |
| 1960                                       | 1960                                       |                                            | 376                                        |                                            |
| 1965                                       | 1965                                       |                                            | 408                                        |                                            |
| 1970                                       | 1970                                       |                                            | 447                                        |                                            |
| 1975                                       | 1975                                       |                                            | 511                                        |                                            |
| 1980                                       | 1980                                       |                                            | 541                                        |                                            |
| 1990                                       | 1990                                       |                                            | 481                                        | 74                                         |
| 1995                                       | 1995                                       |                                            | 466                                        | 74                                         |
| 2000                                       | 2000                                       |                                            | 429                                        | 74                                         |
| 2005                                       | 2005                                       |                                            | 430                                        | 74                                         |
| 2010                                       | 2010                                       |                                            | 399                                        | 73                                         |
| 2015                                       | 2015                                       |                                            | 398                                        | 73                                         |
| 2020                                       | 2020                                       |                                            | 370                                        | 69                                         |
|                                            |                                            |                                            |                                            |                                            |

## Samhället
Länge fanns ambulerande skola i denna del av Enslövs socken. Den första fasta skolan i Sennan byggdes 1914, Småskolan, med skolsal i söder och bostad för lärarinna i norr. En större skolbyggnad uppfördes 1917, Storskolan, med flera skolsalar och därtill ytterligare en lärarbostad.
Långt fram på 1960-talet fanns flera dagligvarubutiker, skomakare, klädesaffär, postkontor, järnvägsstation, ett mindre gästgiveri och ett konditori. Under tiden 1946-1968 fanns ett badhus beläget nära bron över ån. 1997 lades den sista matbutiken i Sennan ner, när Konsum stängde 28 februari 1997.
Det finns en snickerifabrik med byggvaruförsäljning samt buss- och taxiverksamhet. På det gamla nerlagda tegelbruket har Axels Nöjesfält nu sin uppställningsplats. 
Sennan är nu ett utpräglat villasamhälle utan några större arbetsplatser.
Det finns goda bussförbindelser med Halmstad och Oskarström, med Hallandstrafikens linje 316.

## Natur
Nissans forsar vid Sennan lämpar sig för forspaddling. Några kilometer österut ligger Virsehatts naturreservat.
Före industriernas utsläpp i Nissan och före vattenkraftsutbyggnaden var lax, ål och flera andra fiskarter rikligt förekommande i både Nissan och Senneån. Mycket har gjorts för att fisken ska återkomma i Senneån.

## Religion
- Södra Nissadalens Missionsförsamling har koncentrerat sin verksamhet till sin kyrka i Sennan. Sennans missionsförsamling bildades omkring år 1900 och kyrkan byggdes 1918. Församlingen är ansluten till Svenska Missionskyrkan, numera Equmeniakyrkan.
- Enslövs församling som tillhör Svenska kyrkan har sin verksamhet förlagd till Enslövs kyrka och församlingshem samt till Skavböke kapell.

## Idrott
Idrottsföreningen Sennans IF är ett fotbollslag som bildades 1934 och har idag två anläggningar, i Sennan (Sennans IP, 11-manna) och i Åled (Åleds IP, 5,7 och 9-manna).